# الخرائج (حرض)

تعديل مصدري - تعديل

الخرائج هي إحدى قرى عزلة العتنة بمديرية حرض التابعة لمحافظة حجة، بلغ تعداد سكانها 264 نسمة حسب تعداد اليمن لعام 2004.